# Kathrin Lemcke
Kathrin Lemcke (geboren in Baden-Baden) ist eine deutsche Medienkünstlerin, Filmemacherin und Produzentin. Sie lebt und arbeitet in Leipzig.

## Werk
In ihren künstlerischen Arbeiten und Filmen beschäftigt Kathrin Lemcke sich mit der Wechselbeziehung zwischen Gender und Ökonomie und individuellen und kollektiven Geschichten im Spannungsfeld zwischen Gegenwart und Zukunft. Seit 2016 ist sie Teil der Filmischen Initiative Leipzig und ehrenamtlich im Organisationsteam des Leipziger Filmfestivals Paradoks tätig, das sich auf der Schnittstelle zwischen Kunst und Film bewegt.
Ihr Film She works hard aus dem Jahr 2017 thematisiert Utopien und Vorstellungen von Arbeit, um damit Gesellschaft anders zu organisieren.

## Filmografie
- 2011: Dear Guy
- 2013: Du weißt schon, wie in Rostock[4]
- 2013: Vierte Generation Singular Perfekt[5]
- 2017: She works hard

## Festivalteilnahmen (Auswahl)
- 2017: One World Human Rights Festival[6]
- 2018: FEM-Power: WORK.Work.work. Prekäre Arbeitsverhältnisse im Kunst- und Kulturbetrieb, Burg Giebichenstein Halle
- 2019: Kunsthaus Hamburg im Rahmen des Symposiums I, too, part two – Was ist Kunst wert?